# Hồ Tuz
Hồ Tuz (tiếng Thổ Nhĩ Kỳ: Tuz Gölü nghĩa là hồ Muối) là hồ lớn thứ hai tại Thổ Nhĩ Kỳ, nằm tại khu vực Trung Anatolia, 105 km (65 dặm Anh) về phía đông bắc Konya và 150 km (93 dặm Anh) về phía đông nam Ankara.
Phần lớn thời gian trong năm, hồ nước mặn rất nông này (1–2 m hay 3–6 ft) có diện tích trung bình khoảng 1.500 km² (580 dặm vuông Anh). Nó thông thường có độ dài khoảng 80 km (50 dặm Anh) và rộng 50 km (31 dặm Anh) ở độ cao 905 m (2.970 ft) trên mực nước biển. Hồ này nằm trong địa phận của ba tỉnh là Ankara (mặt đông và bắc), Konya (mặt tây và bắc) và Aksaray (mặt nam và đông nam), với dân số khoảng trên 3 triệu người.

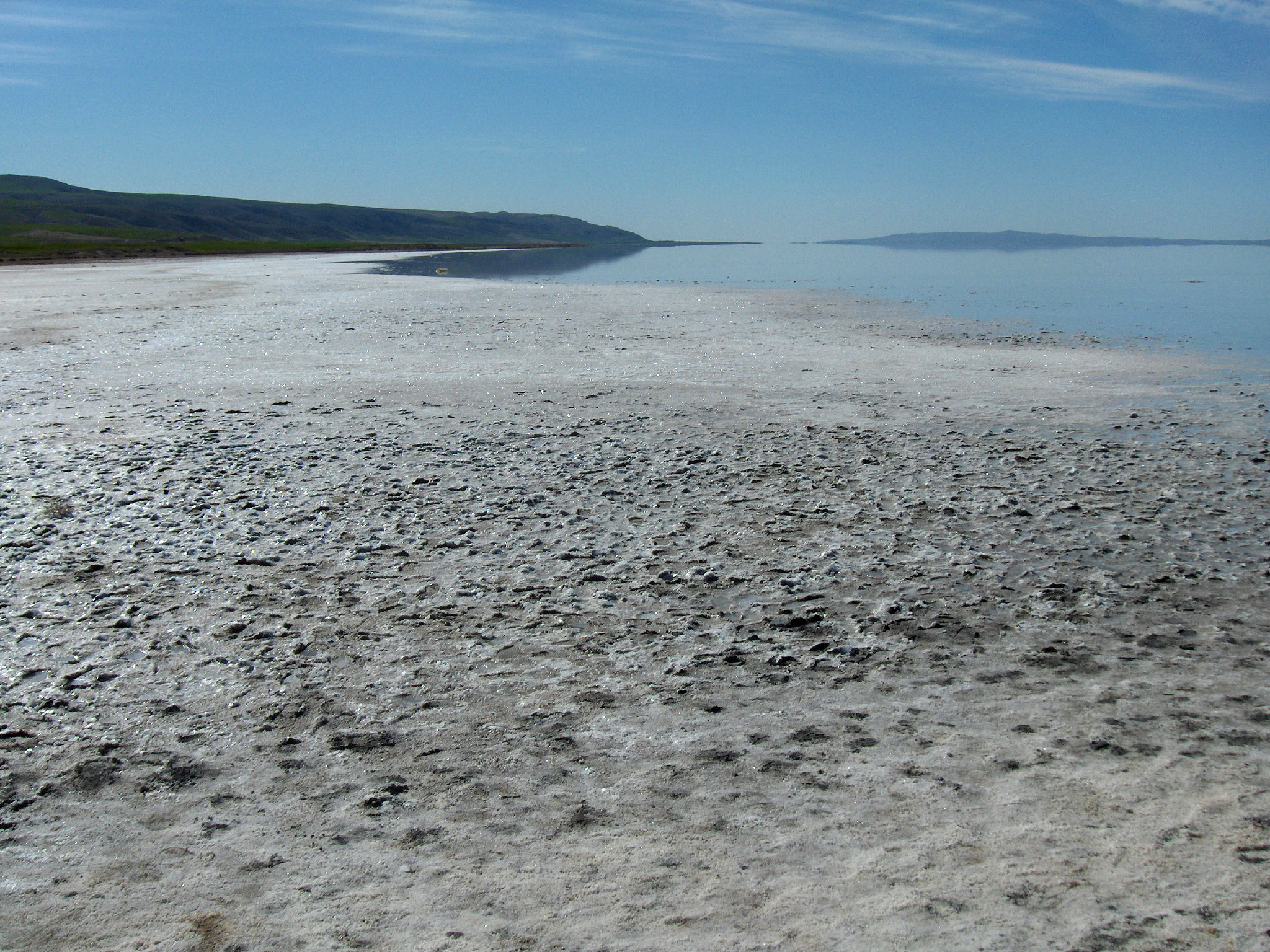
Các bờ hồ đầy muối của hồ Tuz

Hồ Tuz chiếm một vùng trũng kiến tạo khô cằn trong cao nguyên trung tâm của Thổ Nhĩ Kỳ, được cấp nước bởi hai con suối chính, nước ngầm và nước bề mặt, nhưng không có lối thoát ra. Các đầm lầy nước lợ được hình thành ven nơi các suối đổ vào hồ. Nước hồ rất mặn, với độ mặn lên tới 32,9‰ thì nó là một trong những hồ mặn nhất thế giới. Tỷ trọng riêng của nước hồ lên tới 1.225 kg/m³. Trong mùa hè phần lớn nước hồ bị khô kiệt và làm lộ ra lớp muối dày trung bình khoảng 30 cm. Trong mùa đông, một phần lượng muối này bị hòa tan trở lại dưới tác động của nước ngọt đưa vào hồ nhờ giáng thủy (250 mm/năm) và nước bề mặt. Cơ chế này được sử dụng như là cơ sở cho việc khai thác muối trong hồ. Ba mỏ muối hoạt động trong hồ sản xuất lượng muối tới 70% nhu cầu tiêu thụ tại Thổ Nhĩ Kỳ. Khai thác muối phát sinh các hoạt động công nghiệp trong khu vực này, chủ yếu liên quan tới chế biến và tinh chế muối. Các cánh đồng trồng cấy được bao quanh hồ, ngoại trừ ở phía nam và tây nam là những nơi bị ngập lụt mạnh theo mùa thì các thảo nguyên muối chiếm chỗ. Về mặt địa chất, hồ Tuz là hai phần rất khác biệt: một phần lớn hơn và bằng phẳng ở phía nam còn phần nhỏ hơn nhưng sâu hơn nằm ở phía bắc.
Năm 2001, hồ Tuz được tuyên bố là khu vực được bảo vệ đặc biệt, bao gồm mọi phần của bề mặt hồ và các nệm nước xung quanh cùng một số khu vực thảo nguyên quan trọng cận kề. Quần thể sinh sản chính tại Thổ Nhĩ Kỳ của hồng hạc lớn (Phoenicopterus roseus) sinh sống trên một nhóm các đảo ở phía nam hồ này. Ngỗng trán trắng lớn (Anser albifrons) là loài chim lớn thứ hai sinh sản tại đây. Cắt nhỏ (Falco naumanni) là loài chim sinh sản phổ biến trong các làng bao quanh.